# Echeta rhodocyma
Echeta rhodocyma är en fjärilsart som beskrevs av George Francis Hampson 1909. Echeta rhodocyma ingår i släktet Echeta och familjen björnspinnare. Inga underarter finns listade i Catalogue of Life.